# Kanton Saint-Fulgent
Kanton Saint-Fulgent (fr. Canton de Saint-Fulgent) je francouzský kanton v departementu Vendée v regionu Pays de la Loire. Tvoří ho osm obcí.

## Obce kantonu
- Bazoges-en-Paillers
- Les Brouzils
- Chauché
- Chavagnes-en-Paillers
- La Copechagnière
- La Rabatelière
- Saint-André-Goule-d'Oie
- Saint-Fulgent